# Żeleźnica (województwo łódzkie)

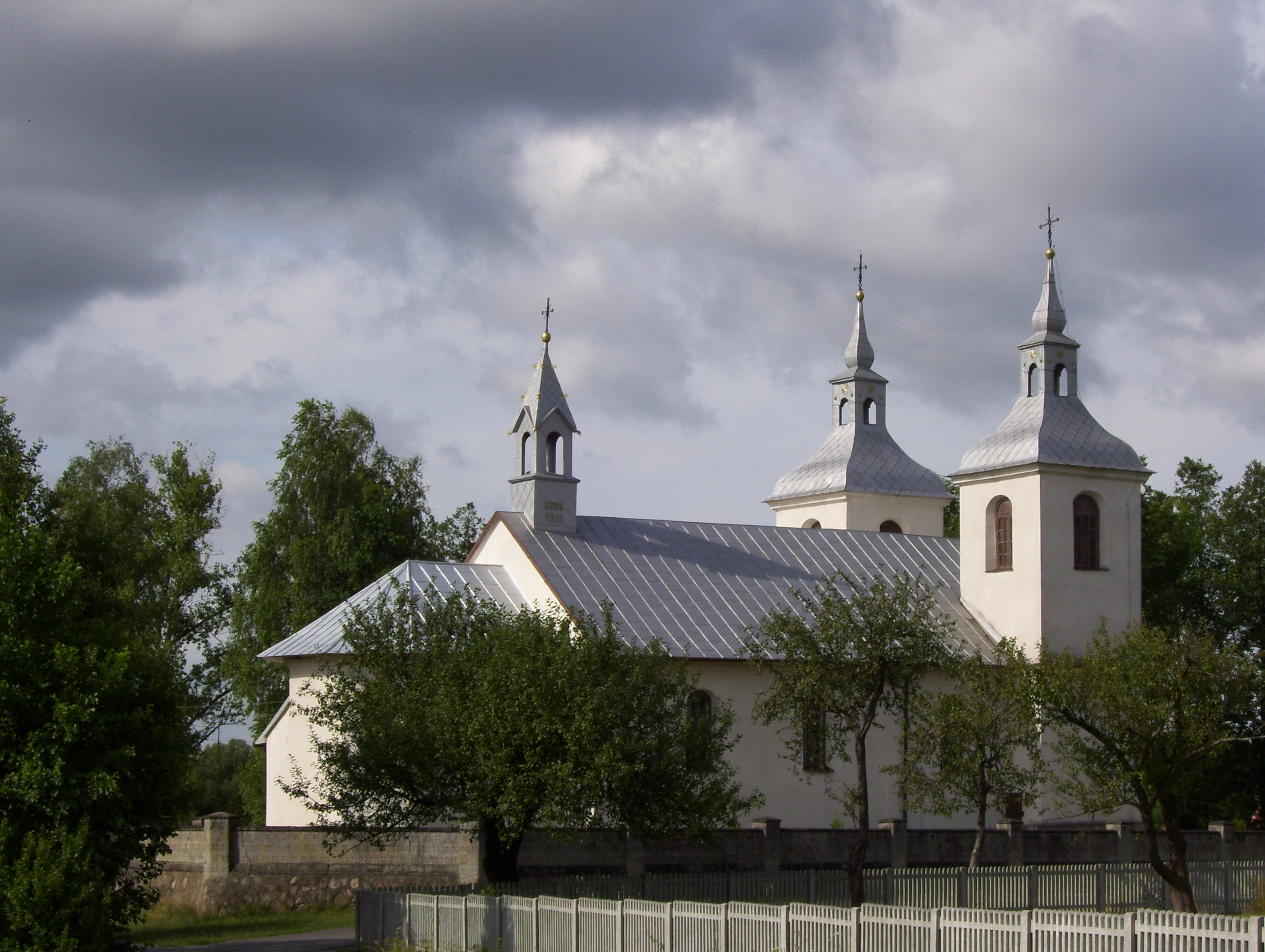
Kościół

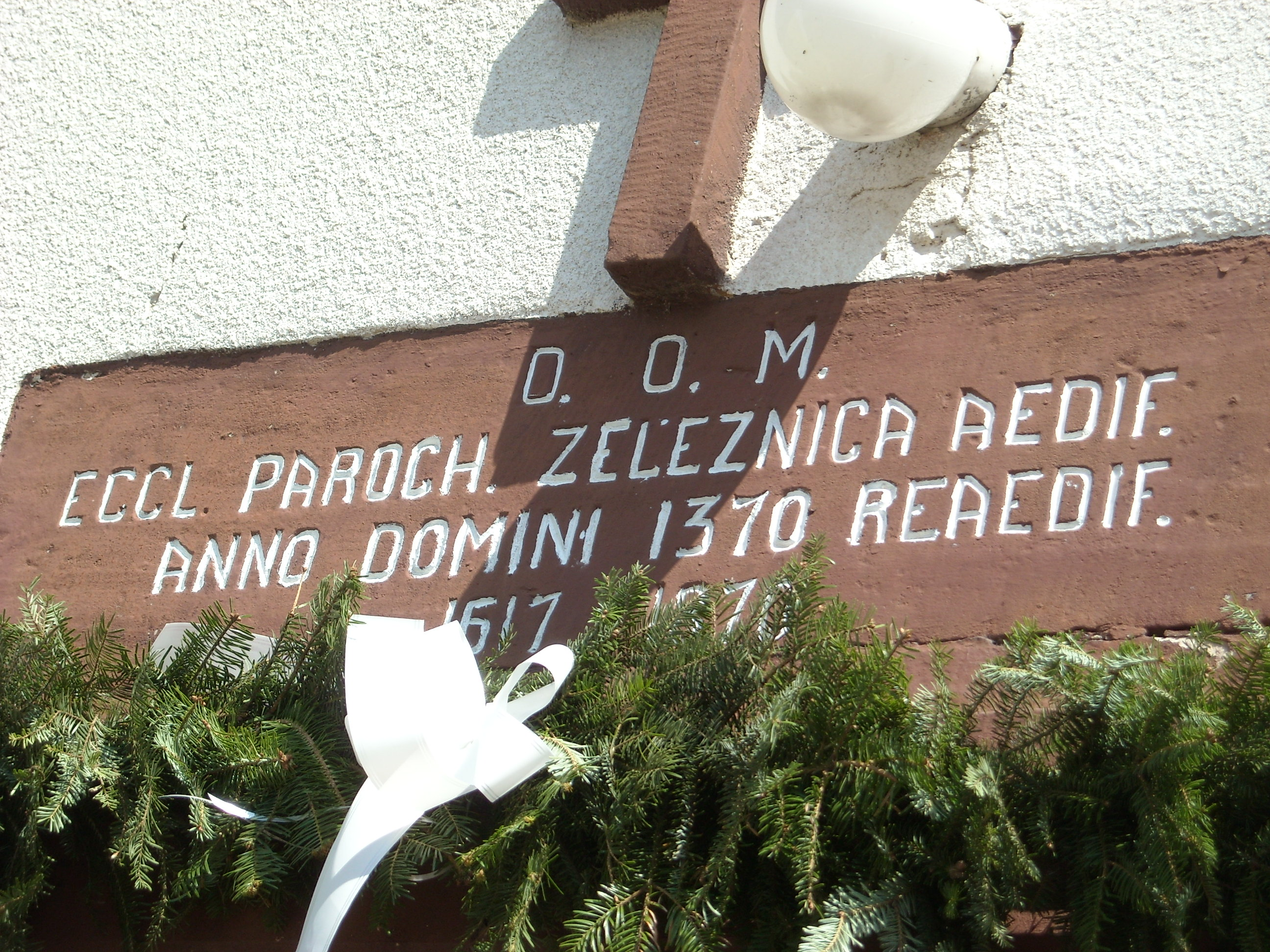
Napis fundacyjny nad wejściem do kościoła

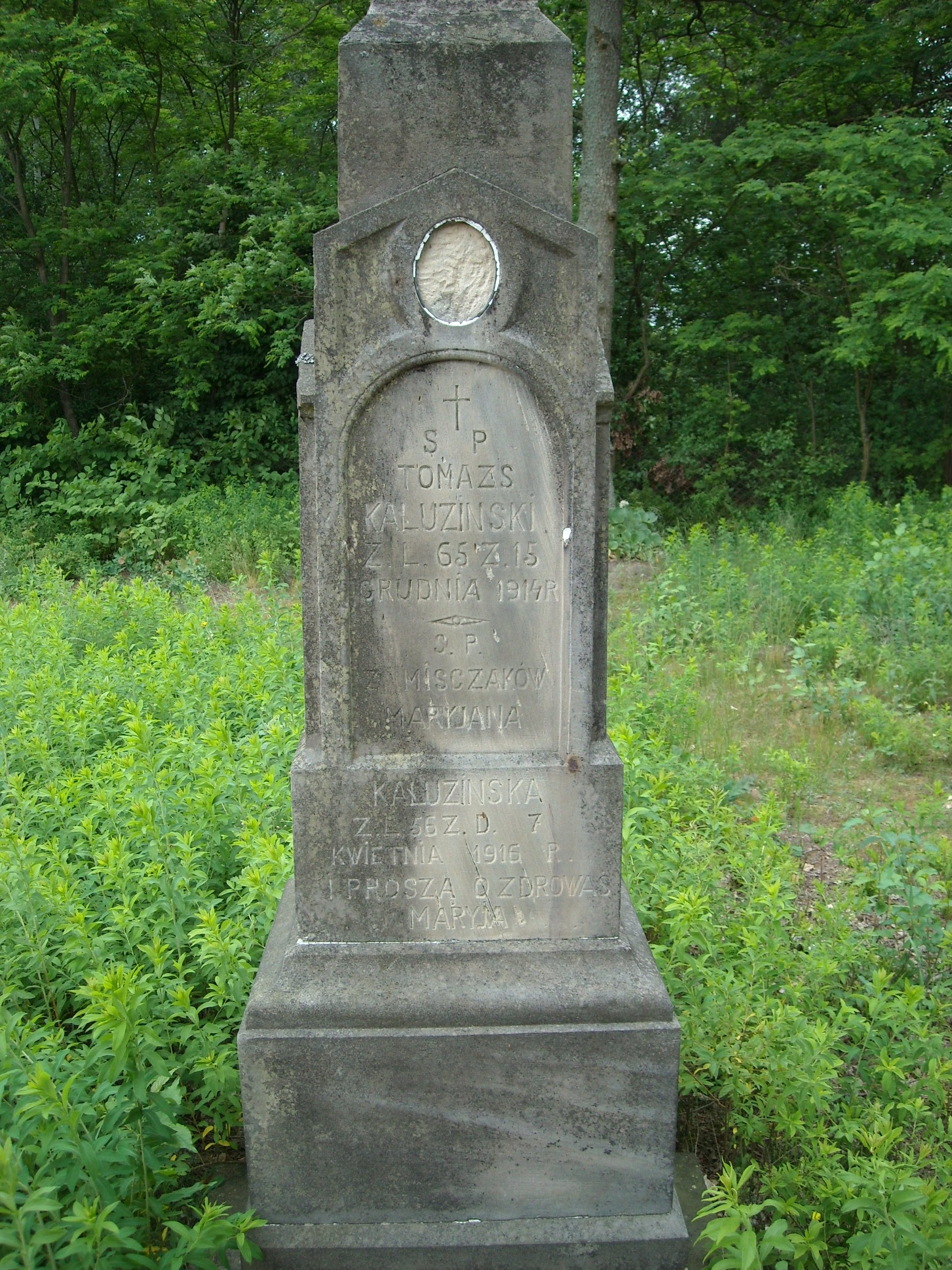
Stary nagrobek na żeleźnickim cmentarzu

Żeleźnica – wieś w Polsce położona w województwie łódzkim, w powiecie radomszczańskim, w gminie Przedbórz, w Paśmie Przedborsko-Małogoskim, na terenie Przedborskiego Parku Krajobrazowego.
W latach 1975–1998 miejscowość należała administracyjnie do województwa piotrkowskiego.
Przez wieś przechodzą szlaki:
- Szlak Królewskich Łowów Kazimierza Wielkiego  niebieski szlak turystyczny prowadzący z Gór Mokrych do Kluczewska
- Szlak Pasma Przedborsko-Małogoskiego  żółty szlak turystyczny prowadzący z Przedborza do Małogoszcza

## Historia
Najstarsza wzmianka o wsi pochodzi z 10 marca 1359 roku. Kazimierz, król polski, wymienia wieś królewską Piekary w ziemi sieradzkiej na Żelazne Nogi w ziemi sandomierskiej należącą dotąd do klasztoru norbertanów w Witowie. Dokument wydany w Krakowie. Kolejna wzmianka mówi, że aktem z 1511 roku kopalnia żelaza we wsi Żelazne Nogi została oddana Andrzejowi z Chocimowa, cześnikowi sieradzkiemu wraz ze swobodnym wyrębem w lasach królewskich za opłatą 8 grzywien rocznie oraz dostawą dla dworu w Przedborzu ośmiu wozów rudy żelaznej. Parafia istniała tu już w XIII wieku. Łaski opisuje, że posiadała kościół parafialnym w lesie Żelazne Nogi, na brzegu rzeki Czarnej Włoszczowskiej, przy którym mieszkał pleban. Z czasem wokół plebanii utworzyła się osada, w której była karczma i mieszkało 5 kmieci. Pleban pobierał mostowe po dwa denary od wozu na rzece Czarnej, a pleban z Oleszna leżącego za brodem po trzy denary od wozu.
Początkowo we wsi znajdował się kościół z drewna, który był kilkakrotnie odbudowywany, ostatni raz w 1617 roku. Kościół ten spalił się w 1865 roku, a parafianie nie byli w stanie go odbudować. Wtedy ks. Kucharski z wdowiego grosza wystawił murowaną kaplicę, w której odprawiano nabożeństwa. W 1893 roku ks. Jan Służewski, nowy proboszcz, ex pijar wystawił nową budowlę z piaskowca i dwie szczytowe wieże.

## Legenda związana z wypadkiem Kazimierza Wielkiego
Tereny leżące nad rzeką Czarną należały do Puszczy Nadpilickiej. Była to kraina lesista, podmokła, oblana wodami rzeki i do dziś zachowane bory przypominają dawną puszczę.
Opowiadał przed laty Michał Rawita Witanowski, że w takie bory zapuszczał się król Kazimierz Wielki, a polując na dzikiego zwierza, spadł z konia i złamał sobie nogę. Nikogo nie było przy nim, bo strzelcy rozproszyli się po kniei i król leżał zemdlony, bez żadnej pomocy ludzkiej. Na ratunek przybył św. Mikołaj, patron stad pasących się w lasach. Święty ten opatrzył nogę dobrego króla, pomógł mu dosiąść konia i przeprowadził przez knieję do grona panów, który z nim polowali. Na tym miejscu postawiono drewniany modrzewiowy kościółek, a w ołtarzu postawiono obraz św. Mikołaja. Odtąd czczono świętego jako patrona okolicy, jak również w okolicznych parafiach.
Obok legendy istnieje dokument – „Kronika” Jana z Czarnkowa. Oto jej zapis:
Roku Pańskiego 1370, miesiąca września, dnia ósmego, który był dniem Narodzenia Najświętszej Marii Panny, gdy tak często wzmiankowany najjaśniejszy król Kazimierz bawił na dworze Przedbórz, przezeń na nowo razem z miastem założonym, a przepięknie i zbytkownie urządzonym, chciał, jak to było w jego zwyczaju, iść na łowy jeleni. Gdy już jego wóz królewski był przygotowany i król chciał wsiadać do niego, niektórzy z wiernych radzili mu, aby ten dzień jechania na łowy zaniechał. Zgadzając się na to, król zamierzał już był pozostać, atoli któryś niecnota podszepnął mu parę słów o jakiejś – ja podobniej do prawdy sądzą – zabawie, wskutek czego król, nie zważając na rozsądną radę, wsiadał na wóz i pospieszył do lasu na łowy. Tam nazajutrz goniąc jelenia, gdy się koń pod nim przewrócił, spadł z niego i otrzymał niemałą ranę w lewą goleń...
Kiedy po pięciu wiekach otworzono grobowiec królewski w katedrze Wawelskiej, stwierdzono prawdziwość zapisu kronikarza o złamaniu nogi.

## Zabytki
- kościół parafialny pw. św. Mikołaja, murowany z 1869-1870
- organistówka drewniana z około 1900 roku
- spichlerz przykościelny kamienno-wapienny z II. poł. XIX wieku
- obora kamienno-wapienna z II. poł. XIX wieku

Zabytki te są prawnie chronione, ale nie posiadają numeru rejestru.
W Żeleźnicy znajduje się również cmentarz. najstarsze groby pochodzą z końca XIX wieku.
Dla upamiętnienia wypadku Kazimierza Wielkiego w pobliżu kościoła postawiono obelisk upamiętniający wypadek króla.

## „Pejzaż Wszystkich Świętych”
W latach 2006 i 2007 pracownik NPK Piotr Wypych wraz z Ośrodkiem Regionalnym Łódzkiego Domu Kultury pozyskali środki na odtworzenie obiektów z drewna w postaci słupowych kapliczek i krzyży. Program ten nazwano „Pejzaż Wszystkich Świętych”. Swoim działaniem program objął m.in. Żeleźnicę – zrealizowano tutaj dwa obiekty:
- kapliczkę św. Jana Nepomucena (położona nad Czarną Włoszczowską, obok mostu), która istniała do wczesnych lat 60. XX wieku. Wtedy, podczas prac melioracyjnych wieku kapliczkę zniszczono, a figurkę świętego skradziono. Kapliczka mogła pochodzić z końca XVIII wieku. Nowy, odtworzony obiekt dość dokładnie oddaje charakter pierwowzoru.
- kapliczkę św. Huberta; według legendy na miejscu wypadku króla Kazimierza Wielkiego ustawiono kapliczkę. O jej istnieniu wiemy tylko z nielicznych przekazów historycznych.